# Hotovlja
Hotovlja este o localitate din comuna Gorenja vas - Poljane, Slovenia, cu o populație de 256 de locuitori.